# Смілка гайова
Смілка гайова, смілка дібровна (Silene nemoralis) — вид рослин з родини гвоздикових (Caryophyllaceae); поширений у Європі від східної Іспанії до західної України.

## Опис
Дворічна чи багаторічна запушена рослина зі стрижневим коренем, з якого росте єдине стебло. Стебло від 40 до 120 см, товсте, біля основи дуже листяне, з, до деякої міри, щільною багатоквітковою волоттю. Прикореневі листки широко яйцювато-лопатоподібні, інші ланцетні. Квітки білі; чашечки конічно-циліндричні, коротко запушені; пелюстки трохи довші від чашечок, з 2-роздільними придатками. Коробочки яйцювато-довгасті. Насіння ниркоподібне, 0.8–1.0 × 1.0–1.2 мм; поверхня блискуча, сіра. 2n=24.
Квітне у травні — липні.

## Поширення
Поширений у Європі від східної Іспанії до західної України.
В Україні вид зростає у світлих лісах — у Прикарпатті, Закарпатті, рідко.